# NGC 715
NGC 715 é uma galáxia espiral (Sb) localizada na direcção da constelação de Cetus. Possui uma declinação de -12° 52' 24" e uma ascensão recta de 1 horas, 53 minutos e 12,4 segundos.
A galáxia NGC 715 foi descoberta em 1886 por Ormond Stone.